# U23-Leichtathletik-Länderkampf der Männer 1994 Italien – Deutschland – Russland
| 2. Leichtathletik-Länderkampf mit deutscher Beteiligung 1994                         | 2. Leichtathletik-Länderkampf mit deutscher Beteiligung 1994 |
| ------------------------------------------------------------------------------------ | ------------------------------------------------------------ |
|                                                                                      |                                                              |
| U23-Ländervergleich der Männer: Italien – Deutschland – Russland                     |                                                              |
| Austragungsort                                                                       | Modena                                                       |
| Wettbewerbe                                                                          | 21                                                           |
| Datum                                                                                | 16. Juli                                                     |
| 1. ITA 2. RUS 3. GER                                                                 | 159 Punkte 150 Punkte 133 Punkte                             |
| Chronik                                                                              |                                                              |
| ← ITA A-GER-AUS-FRA- 00GBR-ITA B-RUS-SVK- 00SWE-ESP-HUN Geher 00 (M/F/Jun/Jun-innen) | ITA-GER-RUS U23 (F) →                                        |

Als zweiten Saisonvergleich des Länderkampfjahres 1994 trugen die deutschen U23-Leichtathleten den einzigen Länderkampf der Männer mit dem allgemeinen Leichtathletikprogramm dieser Saison aus. Die Gegner kamen aus Italien und Russland. Das Aufeinandertreffen fand am 16. Juli im norditalienischen Modena statt. 1993 hatte es einen U23-Dreiländerkampf in gemeinsamer Wertung gegeben, an dem Großbritannien anstelle von Italien teilgenommen hatte. Damals hatte Deutschland sowohl die Teilwertung für Männer als auch die für Frauen gewonnen.
Auch die U23-Leichtathletinnen bestritten parallel am selben Ort einen eigenen Wettkampf gegen dieselben Gegnerländer.

## Modus
Auf dem Programm standen 21 Wettbewerbe. Im Bereich der Bahnlangstrecken wurden Rennen über 3000 und 5000 Meter ausgetragen. Auch das Gehen war durch ein 10 000-Meter-Bahngehen vertreten. Von den olympischen Disziplinen fehlten nur der Marathonlauf, die beiden Gehwettbewerbe über 20 und 50 Kilometer und der Zehnkampf. Am Start waren zwei Teilnehmer je Team und Disziplin. Die Punkte in den Einzelwettbewerben wurden nach folgendem Muster verteilt: 1. Platz: 7 Punkte /  2. Pl.: 5 P  /  3. Pl.: 4 P  /  4. Pl.: 3 P / … In den Staffeln gab es sieben zu vier zu zwei Punkte.

## Ergebnis
In den Einzelläufen erwies sich Italien mit fünf Disziplingewinnen als stärkstes Team. Deutschland entschied hier drei, Russland zwei Wettbewerbe für sich. Eine Punktewertung teilten sich Italien und Russland. Beide Staffeln sicherten sich die starken italienischen Nachwuchssprinter. Im Gehen sammelte das russische Team die maximale Punktzahl. Auch bei den Springern lag Russland mit zwei Siegen vorn. Italien verbuchte eine Sprungdisziplin für sich, eine weitere Wertung teilten sich wie bei den Läufen Italien und Russland, während Deutschland in diesem Bereich leer ausging. In der Kategorie Wurf/Stoß gingen je zwei Disziplinen an Deutschland und Russland, Italien blieb hier ohne Wettbewerbserfolg. Das Länderkampfergebnis sah das Heimteam aus Italien am Ende mit 159 Punkten vorne. Russland belegte knapp dahinter mit 150 Punkten Rang zwei. Deutschland musste sich mit seinen 133 Punkten als Dritter deutlich geschlagen geben.

## Legende
Kurze Übersicht zur Bedeutung der Symbolik – so üblicherweise auch in sonstigen Veröffentlichungen verwendet:
| DSQ | disqualifiziert |

## Einzelresultate

### 100 m
| Platz | Athletin             | Land | Zeit (s) |
| ----- | -------------------- | ---- | -------- |
| 1     | Albert Potapow       | RUS  | 10,61    |
| 2     | Alessandro Orlandi   | ITA  | 10,61    |
| 3     | Alexei Furtow        | RUS  | 10,79    |
| 4     | Florian Gamper       | GER  | 10,81    |
| 5     | Rafael Gruszecki     | GER  | 10,88    |
| 6     | Salvatore Pandolfini | ITA  | 10,89    |

Wind: −0,9 m/s

### 200 m
| Platz | Athletin            | Land | Zeit (s) |
| ----- | ------------------- | ---- | -------- |
| 1     | Carlo Occhiena      | ITA  | 21,01    |
| 2     | Christian Konieczny | GER  | 21,12    |
| 3     | Oleg Fetisow        | RUS  | 21,21    |
| 4     | Maurizio Checcucci  | ITA  | 21,48    |
| 5     | Manuel Milde        | GER  | 21,53    |
| 6     | Wladimir Komarow    | RUS  | 21,90    |

Wind: +1,0 m/s

### 400 m
| Platz | Athletin         | Land | Zeit (s) |
| ----- | ---------------- | ---- | -------- |
| 1     | Thomas Kälicke   | GER  | 46,78    |
| 2     | Alexander Müller | GER  | 47,33    |
| 3     | Dimitri Guzow    | RUS  | 47,40    |
| 4     | Walter Groff     | ITA  | 47,46    |
| 5     | Michele D’Angelo | ITA  | 47,77    |
| 6     | Juri Rudakow     | RUS  | 48,01    |

### 800 m
| Platz | Athletin           | Land | Zeit (min) |
| ----- | ------------------ | ---- | ---------- |
| 1     | Andrea Ceccarelli  | ITA  | 1:48,83    |
| 2     | Marco Chiavarini   | ITA  | 1:48,84    |
| 3     | Alexander Skworzow | RUS  | 1:49,13    |
| 4     | Oliver Poeschl     | GER  | 1:49,49    |
| 5     | Lars Jucken        | GER  | 1:51,92    |
| 6     | Senea Schustin     | RUS  | 2:07,20    |

### 1500 m
| Platz | Athletin           | Land | Zeit (min) |
| ----- | ------------------ | ---- | ---------- |
| 1     | Andrei Zadoroschni | RUS  | 3:57,05    |
| 2     | Massimo Pegoretti  | ITA  | 3:57,35    |
| 3     | Alessandro Briana  | ITA  | 3:57,70    |
| 4     | Jörg Söllner       | GER  | 3:57,98    |
| 5     | Mikhail Uljimow    | RUS  | 3:58,79    |
| 6     | Christoph Schöning | GER  | 3:59,31    |

### 3000 m
| Platz | Athletin               | Land | Zeit (min) |
| ----- | ---------------------- | ---- | ---------- |
| 1     | Maurizio Leone         | ITA  | 7:59,11    |
| 2     | Semen Schustin         | RUS  | 8:05,59    |
| 3     | Wjatscheslaw Rodowikow | RUS  | 8:06,11    |
| 4     | Giuseppe Maffei        | ITA  | 8:06,96    |
| 5     | Jirka Arndt            | GER  | 8:12,43    |
| 6     | Christian Fischer      | GER  | 8:27,68    |

### 5000 m
| Platz | Athletin           | Land | Zeit (min) |
| ----- | ------------------ | ---- | ---------- |
| 1     | Salvatore Vincenti | ITA  | 14:21,67   |
| 2     | Ottaviano Andriani | ITA  | 14:23,22   |
| 3     | Ulrich Steidl      | GER  | 14:24,60   |
| 4     | Steffen Brandis    | GER  | 14:37,33   |
| 5     | Juri Tichonow      | RUS  | 14:40,29   |
| 6     | Dimitri Sudarski   | RUS  | 15:05,49   |

### 110 m Hürden
| Platz | Athletin          | Land | Zeit (s) |
| ----- | ----------------- | ---- | -------- |
| 1     | Falk Balzer       | GER  | 13,85    |
| 2     | Sven Göhler       | GER  | 13,87    |
| 3     | Sergei Manakow    | RUS  | 14,10    |
| 4     | Emiliano Pizzoli  | ITA  | 14,24    |
| 5     | Andrea Alterio    | ITA  | 14,46    |
| 6     | Wladimir Kaljawin | RUS  | 14,79    |

Wind: −0,5 m/s

### 400 m Hürden
| Platz | Athletin            | Land | Zeit (s) |
| ----- | ------------------- | ---- | -------- |
| 1     | Wladimir Schirjajew | RUS  | 50,71    |
| 2     | Steffen Kolb        | GER  | 50,99    |
| 3     | David Paolino       | ITA  | 51,00    |
| 4     | Claudio Viarengo    | ITA  | 52,28    |
| 5     | Wladimir Rezwich    | RUS  | 53,17    |
| 6     | Sven Timmermann     | GER  | 53,35    |

### 3000 m Hindernis
| Platz | Athletin         | Land | Zeit (min) |
| ----- | ---------------- | ---- | ---------- |
| 1     | Damian Kallabis  | GER  | 8:48,87    |
| 2     | Ferdinand Vicari | ITA  | 8:50,29    |
| 3     | Luca Calvario    | ITA  | 8:52,40    |
| 4     | Mark Ostendarp   | GER  | 8:55,53    |
| 5     | Maxim Agejew     | RUS  | 8:55,67    |
| 6     | Alexei Agejew    | RUS  | 9:03,96    |

### 4 × 100 m Staffel
| Platz | Besetzung   | Land                                                             | Zeit (s) |
| ----- | ----------- | ---------------------------------------------------------------- | -------- |
| 1     | Italien     | Barzio Salvatore Pandolfini Carlo Occhiena Alessandro Orlandi    | 40,29    |
| 2     | Russland    | Oleg Fetisow Albert Potapow Rodjonow Alexei Furtow               | 41,01    |
| DSQ   | Deutschland | Christian Konieczny Florian Gamper Manuel Milde Rafael Gruszecki |          |

### 4 × 400 m Staffel
| Platz | Besetzung   | Land                                                      | Zeit (min) |
| ----- | ----------- | --------------------------------------------------------- | ---------- |
| 1     | Italien     | Pagliara Walter Groff Marco Chiavarini Michele D’Angelo   | 3:08,84    |
| 2     | Deutschland | Jens Dautzenberg Thomas Kälicke Julian Voelkel Markus Rau | 3:09,09    |
| 3     | Russland    | Stenjukow Wladimir Schirjajew Dimitri Guzow Juri Rudakow  | 3:11,64    |

### 10.000 m Bahngehen
| Platz | Athletin           | Land | Zeit (h) |
| ----- | ------------------ | ---- | -------- |
| 1     | Dimitri Dolnikow   | RUS  | 40:53,1  |
| 2     | Dimitri Jesipschuk | RUS  | 41:05,0  |
| 3     | Enrico Lang        | ITA  | 41:12,6  |
| 4     | Mike Trautmann     | GER  | 42:27,4  |
| 5     | Vittorio Colombini | ITA  | 43:03,8  |
| 6     | Steffen Borsch     | GER  | 44:49,6  |

### Hochsprung
| Platz | Athletin           | Land | Höhe (m) |
| ----- | ------------------ | ---- | -------- |
| 1     | Sergei Kljugin     | RUS  | 2,26     |
| 2     | Luca Zampieri      | ITA  | 2,24     |
| 3     | Konstantin Issajew | RUS  | 2,22     |
| 4     | Ralf Salzmann      | GER  | 2,18     |
| 5     | Christian Rhoden   | GER  | 2,13     |
| 6     | Luca Tonello       | ITA  | 2,00     |

### Stabhochsprung
| Platz | Athletin           | Land | Höhe (m) |
| ----- | ------------------ | ---- | -------- |
| 1     | Maurilio Mariani   | ITA  | 5,40     |
| 2     | Alexander Awerbuch | RUS  | 5,20     |
| 3     | Florian Wacker     | GER  | 5,20     |
| 4     | Juri Elisejew      | RUS  | 5,20     |
| 5     | Michael Kühnke     | GER  | 5,20     |
| 6     | Alessandro Beda    | ITA  | 4,30     |

### Weitsprung
| Platz | Athletin          | Land | Weite (m) |
| ----- | ----------------- | ---- | --------- |
| 1     | Marco Alberti     | ITA  | 7,74      |
| 2     | Simone Bianchi    | ITA  | 7,74      |
| 3     | Alexei Bujwolow   | RUS  | 7,72      |
| 4     | Alexei Schukow    | RUS  | 7,64      |
| 5     | Hans-Ulrich Mayer | GER  | 7,46      |
| 6     | Yancey Hilliard   | GER  | 7,28      |

### Dreisprung
| Platz | Athletin        | Land | Weite (m) |
| ----- | --------------- | ---- | --------- |
| 1     | Igor Sautkin    | RUS  | 16,66     |
| 2     | Andrei Kurennoi | RUS  | 16,60     |
| 3     | Karsten Richter | GER  | 16,54     |
| 4     | Volker Ehmann   | GER  | 16,25     |
| 5     | Luciano Rigo    | ITA  | 16,09     |
| 6     | Diego Lamenti   | ITA  | 15,99     |

### Kugelstoßen
| Platz | Athletin           | Land | Weite (m) |
| ----- | ------------------ | ---- | --------- |
| 1     | Stefan Pöhn        | GER  | 18,71     |
| 2     | Marco Dodoni       | ITA  | 18,09     |
| 3     | Alexei Schidlowski | RUS  | 17,98     |
| 4     | Ralf Kahles        | GER  | 17,63     |
| 5     | Gianluca Francioni | ITA  | 17,58     |
| 6     | Wladyslaw Elisejew | RUS  | 17,32     |

### Diskuswurf
| Platz | Athletin           | Land | Weite (m) |
| ----- | ------------------ | ---- | --------- |
| 1     | Nikolai Orechow    | RUS  | 56,92     |
| 2     | Markus Tschiers    | GER  | 55,92     |
| 3     | Cristian Ponton    | ITA  | 54,82     |
| 4     | Roland Isenecker   | GER  | 52,76     |
| 5     | Pawel Baryschnikow | RUS  | 50,70     |
| 6     | Pierluigi Salfi    | ITA  | 50,04     |

### Hammerwurf
| Platz | Athletin          | Land | Weite (m) |
| ----- | ----------------- | ---- | --------- |
| 1     | Andrei Jewgenjew  | RUS  | 71,92     |
| 2     | Waleri Jewdokimow | RUS  | 71,58     |
| 3     | Loris Paoluzzi    | ITA  | 70,02     |
| 4     | Nicola Vizzoni    | ITA  | 69,52     |
| 5     | Kai Maybach       | GER  | 67,82     |
| 6     | Achim Strohschänk | GER  | 65,64     |

### Speerwurf
| Platz | Athletin         | Land | Weite (m) |
| ----- | ---------------- | ---- | --------- |
| 1     | Boris Henry      | GER  | 77,54     |
| 2     | Matthias Hold    | GER  | 77,18     |
| 3     | Carlo Sonego     | ITA  | 72,04     |
| 4     | Andrei Sokolow   | RUS  | 70,44     |
| 5     | Armin Kerer      | ITA  | 65,52     |
| 6     | Waleri Gudokinow | RUS  | 35,52     |